# Stefano Pugliese
Stefano Pugliese (Catanzaro, 12 aprile 1901 – Cirò, 22 agosto 1978) è stato un ammiraglio italiano.
Comandante dell'incrociatore corazzato San Giorgio durante le fasi iniziali della seconda guerra mondiale, fu decorato con la Medaglia d'oro al valor militare per il coraggio dimostrato durante le fasi dell'autoaffondamento dell'unità, avvenuto a Tobruk nel gennaio 1941.

## Biografia
Nato a Catanzaro il 12 aprile 1901, entrò come Allievo nell'Accademia navale di Livorno nel settembre 1915, conseguendo la nomina a Guardiamarina nel luglio 1920. Dopo essere stato imbarcando su unità della Squadra Navale, svolgendo vari incarichi, prese parte a lunghe crociere addestrative all'estero. Conseguito il brevetto di Direttore del Tiro (D.T.) fu imbarcato su varie navi da battaglia fino al febbraio 1934, quando assunse il comando del nuovo sommergibile Nereide. Promosso Capitano di corvetta nel dicembre dello stesso anno, si imbarcò sull'incrociatore pesante Pola  con l'incarico di 1° Direttore del Tiro. Successivamente comandò il sommergibile Balilla  con il quale prese parte ad alcune missioni speciali durante la guerra civile spagnola. Promosso Capitano di fregata nel gennaio 1939, nel successivo mese di maggio assunse l'incarico di Comandante in seconda sull'incrociatore leggero Giuseppe Garibaldi, partecipando alla battaglia di Punta Stilo al largo delle coste calabresi. Rimase imbarcato sul Giuseppe Garibaldi fino al novembre 1940, quando assunse il comando dell'incrociatore corazzato San Giorgio,  protagonista della difesa di Tobruk in Libia.

L'autoaffondamento dell'incrociatore San Giorgio al largo della costa di Tobruk.

Nel gennaio del 1941 dopo strenui combattimenti con le unità navali e con le forze terrestri britanniche che assediavano la piazzaforte chiese l'autorizzazione a lasciare gli ormeggi ed affrontare le navi nemiche in mare. L'autorizzazione non fu concessa perché il comando italiano riteneva il San Giorgio perno della difesa della città.
All'atto dell'occupazione della base da parte del nemico, egli predispose l'autodistruzione della nave rimanendo a bordo fino all'esplosione finale. Ferito fu ricoverato in ospedale per catturato dagli inglesi l'indomani. Per questa azione fu decorato della Medaglia d'Oro al Valor Militare  e promosso Capitano di vascello per meriti di guerra nel dicembre 1942.
Rinchiuso nel campo di concentramento di Yol, in India, fu rimpatriato dopo la fine della guerra, ricoprendo poi vari incarichi tra i quali quello di Capo di Stato Maggiore della 5ª Divisione Navale, di comandante dell'incrociatore leggero Raimondo Montecuccoli e quello del Deposito C.E.M.M. di Taranto.
Promosso Contrammiraglio nel gennaio 1950, divenne Ammiraglio di divisione nel marzo 1954 e Ammiraglio di squadra nel dicembre 1957,  in quegli anni ricoprì in successione l'incarico di comandante D.A.T. Marina, del Comando Autonomo Marina Militare della Sicilia e quello della 2ª Divisione Navale. Destinato al Ministero Marina con l'incarico di Direttore Generale per il personale del C.E.M.M., nell'ottobre 1959 assunse il comando del Dipartimento M.M. dello Ionio e del Canale d'Otranto. Il 30 novembre 1962 divenne comandante delle forze navali NATO dell'area del Mediterraneo centrale con Quartier generale a Napoli. Il 13 aprile 1964 fu posto in posizione ausiliaria per raggiunti limiti d'età, spegnendosi a Cirò (provincia di Crotone) il 22 agosto 1978.

### Periodici
- Erminio Bagnasco e Maurizio Brescia, I sommergibili italiani 1940-1943. Parte 2, in Storia Militare Dossier, n. 11, Roma, Ermanno Albertelli Editore, novembre-dicembre 2013.
- Erminio Bagnasco e Maurizio Brescia, I sommergibili italiani 1940-1943. Parte 2, in Storia Militare Dossier, n. 12, Roma, Ermanno Albertelli Editore, gennaio-febbraio 2014.
- Franco Gay, Il San Giorgio a Tobruk, in Storia Militare, n. 63, Parma, Ermanno Albertelli Editore, dicembre 1998,  pp. 18-27.